# Marcali
Marcali là một thành phố thuộc hạt Somogy, Hungary. Thành phố này có diện tích 104,4 km², dân số năm 2010 là 11664 người, mật độ 112 người/km².